# Agromyza cinerascens
Agromyza cinerascens är en tvåvingeart som beskrevs av Macquart 1835. Agromyza cinerascens ingår i släktet Agromyza och familjen minerarflugor.
Artens utbredningsområde är Frankrike. Arten är reproducerande i Sverige. Inga underarter finns listade i Catalogue of Life.